# Un numéro du tonnerre
Pour les articles homonymes, voir Bells Are Ringing (homonymie).
Pour plus de détails, voir Fiche technique et Distribution.
Un numéro du tonnerre (titre original : Bells Are Ringing) est un film musical américain réalisé par Vincente Minnelli, sorti en 1960.
Il s'agit de l'adaptation de la comédie musicale éponyme créée à Broadway en 1956.

## Synopsis
Ella Peterson (Judy Holliday) est opératrice téléphonique à New York. Au lieu de simplement transférer les appels, elle s'immisce dans les affaires des abonnés, dont elle devient une confidente, ce qui n'est pas du goût de sa patronne, Sue (Jean Stapleton). Ainsi, Ella apprend que le dramaturge Jeffrey Moss (Dean Martin), dont elle est tombée amoureuse avant de finalement le rencontrer, n'arrive pas à écrire une nouvelle pièce, que l'acteur de second plan Blake Barton (Frank Gorshin) recherche un premier rôle, ou encore que le dentiste Joe Kitchell (Bernard West) voudrait devenir auteur-compositeur…

## Fiche technique
- Titre original : Bells Are Ringing
- Titre français : Un numéro du tonnerre
- Réalisation : Vincente Minnelli
- Scénario et lyrics : Betty Comden et Adolph Green d'après leur comédie musicale
- Photographie : Milton R. Krasner
- Montage : Adrienne Fazan
- Musique : Jule Styne
  - Adaptation et direction musicale : André Previn
  - Orchestrations : Alexander Courage et Pete King (en)
- Chorégraphie : Charles O'Curran
- Direction artistique : George W. Davis et E. Preston Ames
- Décors : Henry Grace et F. Keogh Gleason
- Costumes : Walter Plunkett
- Producteur : Arthur Freed
- Société de production : Metro-Goldwyn-Mayer
- Société de distribution : Metro-Goldwyn-Mayer
- Genre : Film musical et comédie romantique
- Format : Couleurs (Metrocolor) - 35 mm - (CinemaScope) - Son mono
- Durée : 127 minutes
- Date de sortie : 
  - États-Unis : 23 juin 1960

## Distribution
- Judy Holliday (VF : Jacqueline Porel) : Ella Peterson dite Melissandre « Mel » Scott
- Dean Martin (VF : Jean-Claude Michel) : Jeffrey Moss
- Fred Clark (VF : Jean-Henri Chambois) : Larry Hastings
- Eddie Foy Jr. (VF : Roger Rudel) : J. Otto Prantz
- Jean Stapleton (VF : Ginette Frank) : Sue
- Ruth Storey (VF : Françoise Fechter) : Gwynne
- Dort Clark (VF : Jacques Deschamps) : L'inspecteur Barnes
- Frank Gorshin (VF : Roger Carel) : Blake Barton
- Ralph Roberts : Francis
- Valerie Allen (VF : Claire Guibert) : Olga
- Bernard West : Le docteur Joe Kitchell
- Steven Peck (VF : Georges Atlas) : Un gangster
- Gerry Mulligan (VF : Gabriel Cattand) : Le rendez-vous surprise d'Ella
- Oliver Blake : Ludwig Smiley (Charmant en VF)
- Barbara Hines (VF : Arlette Thomas) : Mrs. Fortescue
- Helen Spring (VF : Lita Recio) : la convive évoquant l'œuvre de Caopa Diochinini
- Doria Avila (VF : Maurice Sarfati) : Carl (Charles en VF)
- Morgan Jones (VF : Alain Nobis) : le technicien du téléphone
- Leonard Bremen (VF : Henri Charrett) : le piéton manquant de se faire écraser
- Jimmy Ames (VF : Henry Djanik) : Bernie Dunstock
- Bernie West (VF : Michel Roux) : Dr Joe Kitchell
- Wilson Wood (VF : Jean Lagache) : un invité chez Larry Hastings
- John Holland (VF : Henry Djanik) : un invité chez Larry Hastings
- Hal Linden (VF : Yves Furet) : l'interprète de la chanson The Midas Touch (Le Roi Midas en VF)
- Shepard Menken (VF : Roland Ménard) : le narrateur

Acteurs non crédités
- Herb Vigran : Barney Lampwick
- Joseph Vitale : un bookmaker
- Sammy White : un vendeur